# Olympische Jugend-Sommerspiele 2010/Teilnehmer (Trinidad und Tobago)
| Gelbes Symbol für Goldmedaillen mit stilisierten Olympischen Ringen | Graues Symbol für Silbermedaillen mit stilisierten Olympischen Ringen | Braundes Symbol für Bronzemedaillen mit stilisierten Olympischen Ringen |
| ------------------------------------------------------------------- | --------------------------------------------------------------------- | ----------------------------------------------------------------------- |
| 1                                                                   | —                                                                     | —                                                                       |

Die Jugend-Olympiamannschaft aus Trinidad und Tobago für die I. Olympischen Jugend-Sommerspiele vom 14. bis 26. August 2010 in Singapur bestand aus 26 Athleten.

## Athleten nach Sportarten

### Fußball
Mädchen
- 5. Platz
- Lebrisca Phillip
- Tonietta Phillip
- Abigail Jacob
- Corinna Sequea
- Adeka Spence
- Shanyce Harding
- Darian Diaz
- Shari Thomas
- Shanisa Camejo
- Marlique Asson
- Brittaney Prescott
- Kerrecia Simon
- Shanicar Diamond
- Daydra James
- Shenice Garcia
- Jonelle Warrick
- Anique Walker
- Sheniec David

### Leichtathletik
| Mädchen - Kernesha Spann 400 m: 14. Platz - Gabriela Cumberbatch 400 m Hürden: 10. Platz | Jungen - Ayodele Taffe 100 m: 14. Platz - Darvin Sandy 200 m: 10. Platz |

### Schwimmen
| Mädchen - Kimberlee John-Williams 100 m Freistil: 36. Platz (Vorrunde) 200 m Freistil: 36. Platz (Vorrunde) - Khadeja Phillip 50 m Schmetterling: 17. Platz (Vorrunde) 100 m Schmetterling: 28. Platz (Vorrunde) | Jungen - Cadell Lyons 50 m Freistil: 16. Platz (Halbfinale) 50 m Schmetterling: 5. Platz 100 m Schmetterling: 13. Platz (Halbfinale) - Christian Homer 50 m Rücken: Gold 100 m Rücken: 23. Platz (Vorrunde) |

Mixed
- 4 × 100 m Freistil: 16. Platz (Vorrunde)
4 × 100 m Lagen: 15. Platz (Vorrunde)